# شهرداری تربنجه
شهرداری تربنجه (به لاتین: Municipality of Trebnje) یک منطقهٔ مسکونی در اسلوونی است که در اسلوونی واقع شده‌است. شهرداری تربنجه ۱۹۵ کیلومتر مربع مساحت و ۱۴٬۶۴۱ نفر جمعیت دارد.